# Vice-président des Philippines
Le vice-président des Philippines (en philippin : Pangalawang Pangulo ng Pilipinas ou familièrement Bisepresidente ng Pilipinas) est élu tous les six ans au suffrage universel direct pour un mandat renouvelable une seule fois. Il succède au président en cas de décès, destitution, incapacité ou démission de ce dernier. Le vice-président ne détient pas de pouvoir exécutif, sauf s'il est nommé au Cabinet par le président.
L'actuelle titulaire de la fonction est Sara Duterte depuis le 30 juin 2022.

## Histoire
Le poste de vice-président est instauré par la Constitution de 1935 dans le Commonwealth des Philippines, alors sous domination américaine. Il est supprimé temporairement sous la IIe République (en réalité le régime fantoche instauré par l'occupant japonais durant la guerre) ainsi que sous la IVe République (en réalité le régime autoritaire de Ferdinand Marcos). L'actuelle Constitution de 1987 rétablit le poste et en définit le rôle et les modalités électorales.
Quatre vice-présidents en poste ont gouverné dans l'histoire : Sergio Osmeña à la mort du président Manuel Quezon en 1944, Elpidio Quirino à la mort de Manuel Roxas en 1948, Carlos P. García à la mort de Ramon Magsaysay en 1957, et Gloria Macapagal-Arroyo après la démission de Joseph Estrada en 2001.

## Élection
Le vice-président est élu en même temps que le président avec le même mode électoral, c’est-à-dire au suffrage universel direct,. Tout citoyen des Philippines en âge de voter (dix-huit ans et plus) peuvent s’exprimer s’ils ont résidé au moins un an dans le pays, ainsi que les six mois précédant l’élection dans l’endroit où ils veulent voter, dans la mesure où aucune condamnation judiciaire ne leur interdit le droit de vote. Le Congrès des Philippines est responsable de la bonne tenue et du secret du vote. À la différence du mandat de président qui n’est pas renouvelable, le vice-président peut être réélu une fois, pour un maximum de deux mandats.
Les candidats à l’élection doivent être citoyens des Philippines depuis leur naissance, résider sur l’archipel depuis au moins dix ans au moment de l’élection, être âgés de quarante ans ou plus, être inscrits sur les listes électorales, et être capables de lire et écrire.

## Rôle
Le vice-président succède au président en cas de mort, démission, destitution ou incapacité de gouverner de ce dernier ; si le vice-président est lui-même dans l’incapacité de gouverner, c’est le président du Sénat qui assure alors la présidence.
Le vice-président peut aussi être nommé au Cabinet par le président et assumer dans ce cas un pouvoir exécutif.

## Salaire
Sur les onze premiers mois de son mandat (30 juin 2016 - 9 juin 2017), Leni Robredo a perçu un total de 1 007 897,80 pesos philippins (₱), ce qui inclut 812 256 ₱ de salaire, 12 000 ₱ à titre de compensassions et honoraires, 170 376 ₱ de bonus et avantages, et 13 265,80 ₱ supplémentaires.

## Destitution
Tout comme le président, le vice-président peut être démis de ses fonctions à l’issue d’une procédure de destitution en cas de violation de la Constitution, trahison, corruption, crimes particulièrement graves ou abus du Public trust. La procédure  doit d’abord être validée par un tiers des membres de la Chambre des représentants, et aboutie si elle est votée aux deux tiers par les sénateurs.